# Three Rivers Peak
Der Three Rivers Peak ist ein Berg im nordwestlichen Teil des Yellowstone-Nationalparks im US-Bundesstaat Wyoming. Sein Gipfel hat eine Höhe von 3029 m. Er befindet sich südlich des Bannock Peak und ist Teil der Gallatin-Range in den Rocky Mountains. Benannt wurde der Berg nach den drei Flüssen, die in unmittelbarer Umgebung entspringen und drei verschiedenen Einzugsgebieten zufließen: Südwestlich des Berges entsteht mit dem Grayling Creek ein Nebenfluss des Madison Rivers, an der Nordflanke entspringt mit dem Gallatin River der erste Zufluss des Missouris und östlich des Berges entspringt der Indian Creek, der über den Gardner River in den Yellowstone River entwässert.

## Belege
1. ↑  GNIS Detail - Three Rivers Peak. Abgerufen am 27. Dezember 2020.